# Marinus Munk
Marinus Grandahl Munk (født 22. april 2003 i Aalborg er en Dansk håndboldspiller, der spiller for Aalborg Håndbold og Danmarks landshold.
Han startede i Aalborg Håndbold som deltids-spiller, men blev fuldtidsprofessionel som 20-årig. Hans gennembrud kom i en EHF Champions League kamp mod GOG som 19-årig i 2023, hvor han scorede 6 mål.
Han debuterede for Danmarks landshold d. 12 marts 2025 mod Frankrig i en EHF Euro Cup kamp, hvor Danmark tabte 32-33.
I februar 2025 vandt han den danske pokalturnering med Aalborg Håndbold, da de slog Bjerringbro-Silkeborg i finalen.